# Santa Maria della Scala
Santa Maria della Scala ou Igreja de Santa Maria da Escada é uma igreja titular em Roma, Itália, localizada no rione Trastevere, na piazza della Scala. É dedicada a Nossa Senhora e faz parte da paróquia de Santa Dorotea.
O atual cardeal-diácono do título de Santa Maria da Scala é o albanês Ernest Simoni.

## História
A igreja foi construída entre 1593 e 1610 para abrigar um milagroso ícone de Nossa Senhora que, segundo a tradição, depois de ter sido colocado num degrau da escada de uma casa de uma mãe vizinha da igreja, curou o filho deformado dela. Ele está hoje num altar no braço norte do transepto, ao lado de uma estátua barroca de São João da Cruz. Ela foi construída por O.Mascherino e  F.da Volterra. O interior tem apenas uma nave com um transepto, mas não uma grande cúpula. A fachada simples contrasta com o interior, em formato de cruz latina, com três capelas de cada lado da nave, ricamente decoradas com mármores multicoloridos e diversos altares.
O edifício está ao lado de um mosteiro famoso pela farmácia da corte papal do século XVII, com a mobília e equipamentos muito bem preservados. Em 1650, quase cinquenta anos depois da construção ter terminado, Carlo Rainaldi projetou para a igreja um baldaquino no formato de um tempietto suportado por dezesseis elegantes colunas coríntias de jaspe e o altar-mor.
Em 1849, durante o período final da resistência da República Romana às forças francesas invasoras, Santa Maria della Scala foi utilizada como hospital e ali os soldados de Garibaldi feridos nos combates no Trastevere foram tratados.

## Arte
O coro, nave e a abóbada do braço norte transepto estão decoradas por pinturas cujo objetivo é parecerem modelos enquanto que o braço sul do transepto abriga modelos reais em estuque, um altar e abriga as relíquias de Santa Teresa de Ávila (um de seus pés).
A igreja abriga ainda "Decapitação de João Batista", do pintor holandês Gerrit van Honthorst, e uma pintura da "Morte da Virgem", de Carlo Saraceni. Esta última substituiu a versão anterior mais controversa de Caravaggio ("Morte da Virgem (Caravaggio)"). Segundo os rumores, ele teria utilizado uma prostituta como modelo para a Virgem morta. Além disso, destino do corpo de Maria depois do fim de seus dias era e ainda é um tema de contenda entre católicos e ortodoxos (veja Dormição de Maria e Assunção de Maria). Por isso, não é de se surpreender que as carmelitas descalças, que utilizavam a igreja (e ainda estão lá), suspeitaram que faltava à versão de Caravaggio o devido decoro e que provavelmente beirava a heresia.
O "Salão de São José" abriga uma coleção de Tito Sarrocchi.

## Galeria

Imagens da igreja
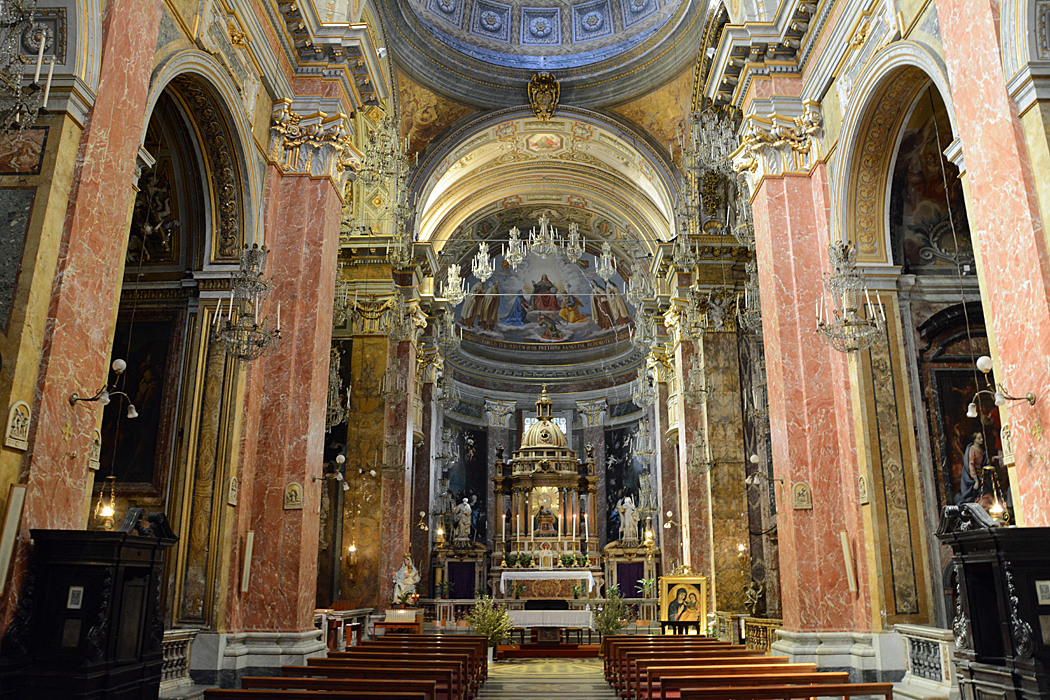
Vista do interior
Teto e o interior da cúpula
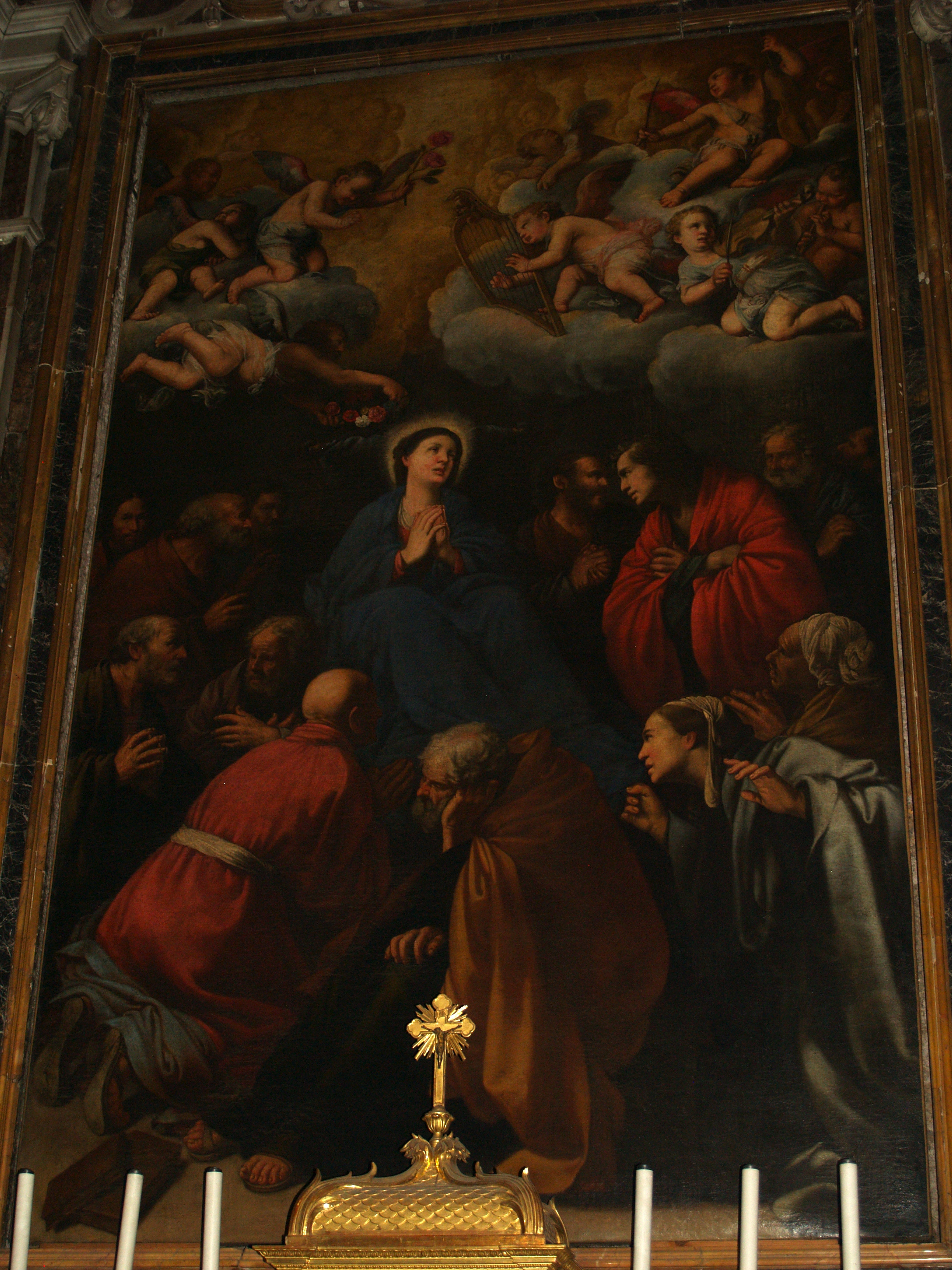
"Morte da Virgem", de  Carlo Saraceni
Santa Maria della Scala, ícone milagroso no altar-mor
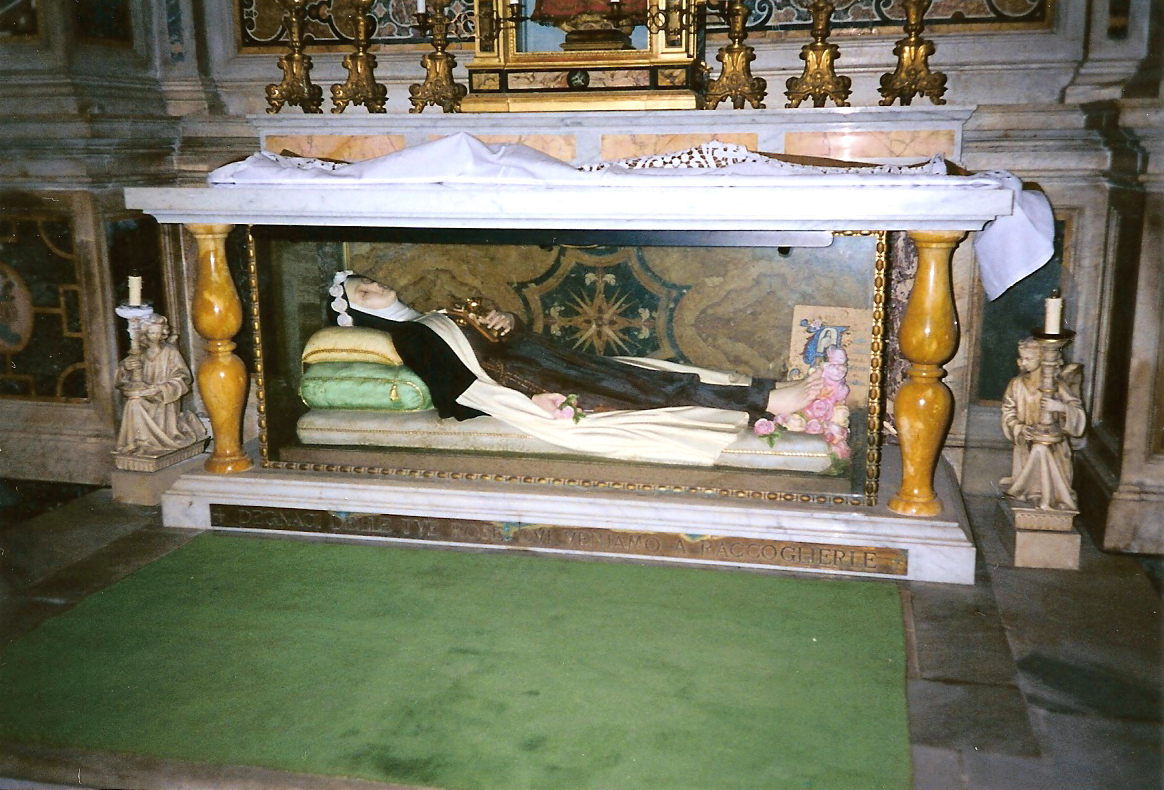
Estátua de Santa Teresinha do Menino Jesus